# Marcus Fabius Quintilianus
Marcus Fabius Quintilianus vagy röviden csak Quintilianus (Calagurris, ma: Calahorra, Hispania, Kr. u. 35/40 körül – Róma, Kr. u. 96 körül) híres római szónok, szónoklattani író.

## Élete
Grammatikai és retorikai tanulmányai Rómában végezte, majd 60-68 között Hispaniában rétorként tevékenykedett. A császárrá választott Galbával visszatért Rómába, ahol a retorika nyilvános tanára lett, de sikeres ügyvédként is tevékenykedett. 
Később Domitianus császár adoptált gyermekei nevelőjének bízta meg, ami bizonyítja lojalitását a Flavius-dinasztia iránt. 
Sikeres közéleti pályáját beárnyékolta magánélete: feleségét és két fiát is fiatalon vesztette el.

## Munkássága
Fő műve, melynek halhatatlanságát is köszönheti, az Institutio oratoria (A szónok nevelése vagy Szónoklattan) 94-95 k. születhetett, nyugalomba vonulása után. A legnagyobb szabású antik retorikai kézikönyv, mely módszeresség és alaposság tekintetében a mai egyetemi tankönyvek ősének tekinthető. Valójában azonban az egész ember nevelésének kézikönyvéül szánta, középpontjában a retorikával.

## Értékelése
Az antik neoklasszicizmus, az aranykori tökéletesség visszaállításának egyik legnagyobb képviselője, az antik irodalom kritikusa. Kora gyakorlatával szemben az ékesszólásnak erkölcsi alapot kíván teremteni: „a retorika a jó beszéd tudománya” (2, 15, 34; 38). Kerüli a végleteket, stilisztikai ideálja a szó és a gondolat egysége.

## Utóélete
A későbbiekben kevesen forgatták műveit. A 11-12. századtól gyakran idézik a skolasztikusok, Petrarca, Luther, Erasmus igen nagyra értékelte.
Művének első nyomtatott kiadása 1470-ben jelent meg.

## Művei
- Institutio oratoria (A szónok nevelése vagy Szónoklattan)
- De causis corruptae eloquentiae (Az ékesszólás hanyatlásának okairól) – elveszett
- Declamationes minores (Kisebb declamatiók) (feltételezett szerző)
- Declamationes maiores (Nagyobb declamatiók) (kizárt szerzőség)

### Magyarul
- Marcus Fabius Quintilianus utasítása az ékesszólásra; ford. Szenczy Imre; Érseki Lyceum Ny., Eger, 1856 (Széptani remekírók)
- Institutio oratoria c. művének 10. könyve; ford. Holub Mátyás; Lampel, Bp., 1873 (Római remekírók magyar fordításban)
- Quintilianus M. Fabius szónoklattana, 1-2.; ford. Prácser Albert; Franklin, Bp., 1913–1921 (Görög és latin remekírók)
- Szónoklattan; ford., jegyz. Adamik Tamás et al.; Kalligram, Pozsony, 2008 ISBN 978-80-7149-961-9